# Vrattsa
Vrattsa (Bulgaars: Вратца) is een dorp in Bulgarije. Het dorp is gelegen in de gemeente Kjoestendil in de oblast Kjoestendil. De afstand tot Kjoestendil is 8 km en de afstand tot Sofia is 77 km. 

## Bevolking
Het dorp telde in december 2019 191 inwoners, een daling vergeleken met het maximum van 920 in 1934.
|  |

Van de 224 inwoners reageerden er 217 op de optionele volkstelling van 2011. Van deze 217 respondenten identificeerden 213 personen zichzelf als etnische Bulgaren (98,2%), gevolgd door 3 Roma (1,8%).
| Etniciteit   | Aantal | %     |
| ------------ | ------ | ----- |
| Bulgaren     | 213    | 98,2% |
| Turken       | ...    | ...   |
| Roma         | 4      | 1,8%  |
| Overig       | ...    | ...   |
| Respondenten | 217    |       |